# Grästorp (comuna)
Grästorp (em sueco: Grästorps kommun) é uma comuna da Suécia localizada no condado da Gotalândia Ocidental. Sua capital é a cidade de Grästorp. Possui 265 quilômetros quadrados e segundo censo de 2018, havia 5 731.